# Dezoksicitidin-difosfat
Dezoksicitidin difosfat je derivat nukleinske kiseline, citidin trifosfata ili (CTP), u kome je hidroksil ili (-OH) grupa na ugljeniku 2 nukleotidne pentoze bila odstranjena. To je označeno dezoksi- delom imena. Difosfat u imenu ukazuje da je jedna CTP fosforil grupa bila odstranjena.
Dezoksicitidin difosfat se označava akronimom dCDP.

## Literatura
- Даринка Кораћевић; Гордана Бјелаковић; Видосава Ђорђевић. Биохемија. савремена администрација. ISBN 978-86-387-0622-8.

## Spoljašnje veze
- Deoxycytidine+diphosphate на 